# 滑走路視距離
滑走路視距離 (かっそうろ しきょり、英: runway visual range、RVR)は航空気象の用語で、滑走路上の操縦士が見通すことができる距離を言う 。操縦士が滑走路の中心線上から滑走路面の標識、あるいは滑走路の輪郭または中心線を示す灯火を識別できる距離である。

## 概要
滑走路視距離は、前方散乱計（一部の空港では透過率計）により測定される。RVR は通常メートルあるいはフィートで表される。
ほとんどの場合、操縦士は滑走路を視認して航空機を着陸させるため、RVRは計器進入の主な最低基準の一つとなっている。RVR の最大値は 2,000 メートルあるいは 6,500 フィートとなっている。それ以上の値であれば、RVR の値がいくらであろうと着陸に重要な情報ではないため、航空気象観測において通報する必要はない。
RVR はMETARやSPECIに含まれ電文として配布される他、航空管制官が測器の値を進入する航空機へ伝える。これによって操縦士は進入するかどうかを判断する。
元々 RVR は人間が滑走路の灯火を滑走路末端に駐車した車輌から見るか、あるいは特別な方向を向けた滑走路灯を管制塔から見る事によって測定していた。こうした測定方法では、見える灯火の数を距離に換算して RVR を決めていた。このような人間による観測方法は、今でも滑走路視距離計故障の際の代替手段として利用できるが、これをRVRと呼ぶことはない。
今日では、多くの空港は滑走路視距離計により大気の透明度からRVRを算出している。滑走路視距離計は、精密進入が設定されている滑走路接地点の脇に設置される。滑走路の両端と中央の三ヶ所に設置される場合も多い。
従来、計器進入の最低気象条件は地上視程またはRVRで（一部の国では雲高も含む）設定されていたが、世界的には周回進入を除き、RVRで設定されることになり、順次改訂されている。日本でも2006年秋以降、順次導入された。（周回進入は地上視程で設定。）
しかしながら、RVRが未設置または故障等で利用できない場合には、地上視程（卓越視程）の値に、航空灯火の運用状態と昼夜の別によって一定の倍率をかけて得られた値をRVR値の代替としている。これを地上視程換算値（Converted Meteorological Visibility;CMV）と呼ぶ。ただし、CMVは離陸及びILSカテゴリーII/III進入には使用できない。